# Lepidagathis eucephala
Lepidagathis eucephala är en akantusväxtart som beskrevs av Friedrich Anton Wilhelm Miquel. Lepidagathis eucephala ingår i släktet Lepidagathis och familjen akantusväxter.

## Underarter
Arten delas in i följande underarter:
- L. e. glandulosa
- L. e. linearifolia